# アカルチュレーション

文化変容の4つの基本的な形式：1-分離、2-統合、3-同化、4-マージナリゼーション

アカルチュレーション（英語: acculturation）または文化変容（ぶんかへんよう）は、「異なった文化をもった人びとの集団どうしが互いに持続的な直接的接触をした結果、その一方または両方の集団のもともとの文化型に変化を起こす現象」のこと。
1935年、アメリカ合衆国の社会科学調査会議において、メルヴィル・ハースコヴィッツ、ラルフ・リントン、ロバート・レッドフィールドの3人の人類学者によって定義された言葉・概念。日本語では「文化の接触変化」「文化触変」「文化変容」などと訳される。
アカルチュレーションには、反作用の「コントラアカルチュレーション（contra-acculturaton）」がある。「反文化変容運動」と訳され、「土着運動（nativistic movement）」「千年王国運動（millenarian movement）」などとも呼ぶ。
少数民族の移住現象を文化変容理論で解釈しようとする学者もいるが、この大前提の正確性は確認されていない。
アカルチュレーションの例
- 日本の神仏習合
- インディアンの異なる部族の間に、鳥の羽毛を頭に着ける習慣の広まり
- コロンブスの新世界発見による影響（コロンブス交換）
- 1636年に満州族が明を滅ぼし清を起こして漢民族を支配した際の辮髪の強制
- 1820年以降、アメリカの宣教師が持ち込んだ洋服が定着し、ハワイにムームーが生まれたこと
- 重さの単位や時刻の数え方など、度量衡の世界標準化
- 地方・「僻地」への道路・ライフラインの浸透
- 無文字文化への文明の浸透

コントラアカルチュレーションの例
- インディアンのゴーストダンス（幽霊踊り）－　バッドランズ国立公園参照
- メラネシアのカーゴカルト（積荷崇拝）

この他、19世紀の市場経済化による欧米の変化を、インドの村落共同体の破壊やインディアン居留地など欧米以外の地域におけるアカルチュレーションと同質であるとする指摘もある。

## 関連人物
- 二羽泰子